# Nová Pec

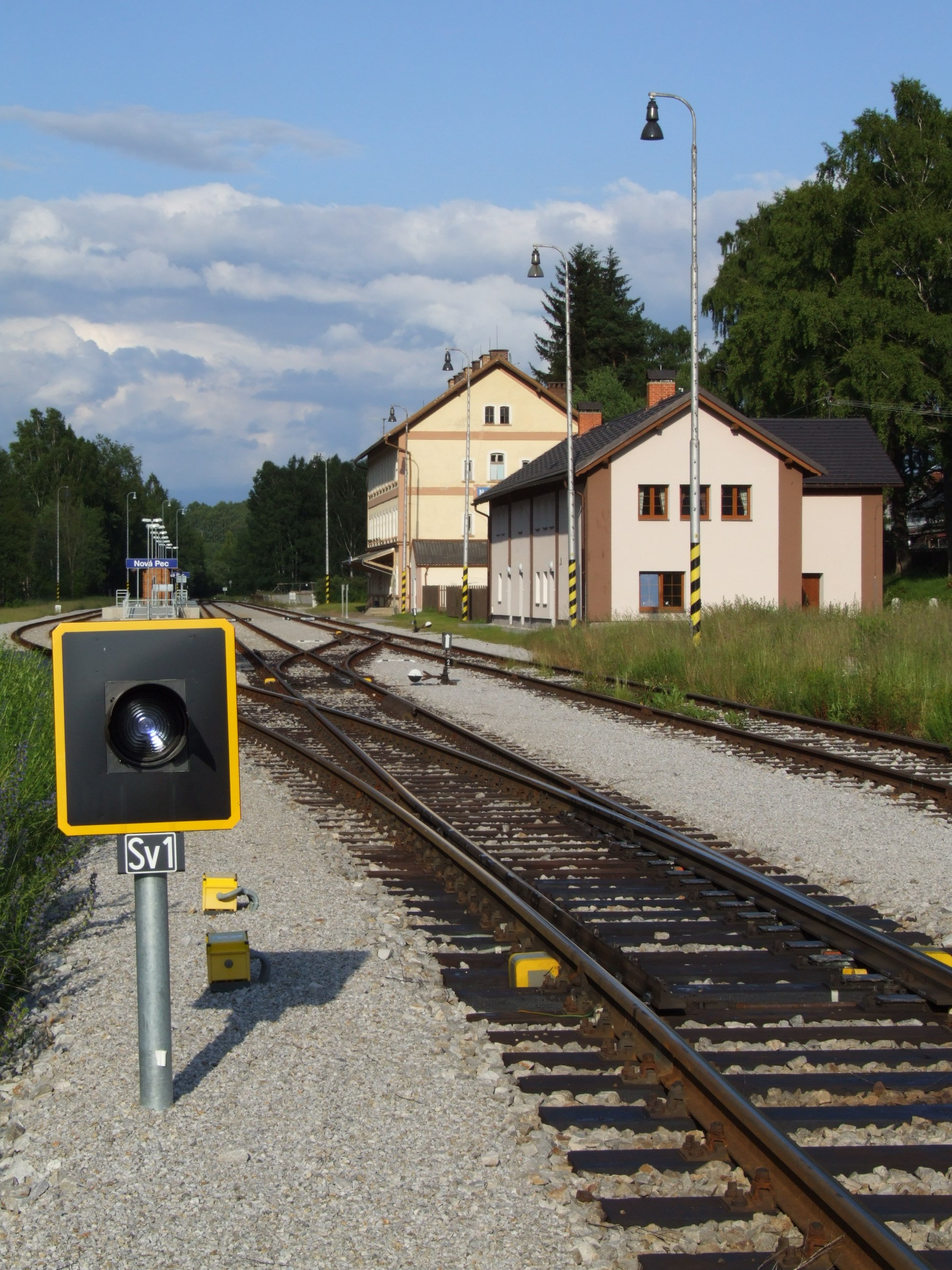
Nová Pec – Bahnhof

Nová Pec (deutsch Neuofen) ist eine Gemeinde in Tschechien. Sie liegt 25 Kilometer südlich von Prachatice nahe der Grenze zu Österreich im Böhmerwald und gehört zum Okres Prachatice.

## Geographie

### Lage
Nová Pec befindet sich rechtsseitig der Moldau am Jezerní potok (Seebach) kurz vor dessen Einmündung in den Stausee Lipno. Westlich des Dorfes verläuft der Schwarzenberger Schwemmkanal, dahinter erhebt sich am Dreiländereck Tschechien-Österreich-Deutschland der Plöckenstein (1378 m) mit dem in seiner Karmulde gelegenen Plöckensteinsee. Nordöstlich liegt der 1049 m hohe Perník (Lebzelterberg). Im Osten führt die Eisenbahn von Český Krumlov nach Stožec vorbei, an der sich in Nové Chalupy die Bahnstation Nová Pec befindet.
Nachbarorte sind Dlouhý Bor und Vltava im Norden, Láz und Nové Chalupy im Nordosten, Hory, Jasenka, Bližší Lhota und Horní Planá im Osten, Další Lhota, Přední Zvonková und Zadní Zvonková im Südosten, Schöneben, Pfaffetschlag und Holzschlag im Süden, Schwarzenberg am Böhmerwald, Oberschwarzenberg und Pendelin im Südwesten, Pleckenstein, Altreichenau und Frauenberg im Westen sowie Ludwigsreut, Haidmühle, Nové Údolí und Jelení im Nordwesten.

### Gemeindegliederung
Die Gemeinde Nová Pec besteht aus den Ortsteilen Bělá (Parkfried), Dlouhý Bor (Langhaid), Jelení (Hirschbergen), Láz (Gehäng), Nová Pec (Neuofen), Nové Chalupy (Neuhäuser) und Pěkná (Schönau). Grundsiedlungseinheiten sind Bělá, Dlouhý Bor, Jelení, Nová Pec, Nové Chalupy und Pěkná. Zu Nová Pec gehören außerdem die Ansiedlungen Ovesná (Haberdorf) und Vltava (Oiberg) sowie die Wüstung Jodlovy Chalupy (Jodlhäuser).
Das Gemeindegebiet gliedert sich in die Katastralbezirke Nová Pec und Pěkná, die durch die Katastralbezirke Stožec und Želnava voneinander getrennt sind.

### Nachbargemeinden
| Stožec                                                          | Volary, Želnava                             | Boletice    |
| Frauenberger und Duschlberger Wald (D), Pleckensteiner Wald (D) | Kompassrose, die auf Nachbargemeinden zeigt | Horní Planá |
| Schwarzenberg am Böhmerwald (A)                                 | Klaffer am Hochficht (A)                    |             |

## Geschichte
Das Gebiet im Böhmerwald gehörte seit dem Mittelalter zum Besitz der Witigonen auf Burg Wittigstein und war mit dichten Wälder bestanden. Nach mündlicher Überlieferung soll das erste Haus in Neuofen seit dem Jahre 1577 gestanden sein. In der Mitte des 17. Jahrhunderts wurde das Dorf Neuofen durch Johann Christian von Eggenberg gegründet. Erstmals urkundlich erwähnt wurde der seinerzeit lediglich aus zwei Höfen bestehende Ort 1653. Als 1717 die Eggenberger im Mannesstamme ausstarben, fiel Neuofen an die Schwarzenberger. Im Theresianischen Kataster von 1757 ist Neuofen bereits mit 27 Häusern ausgewiesen.
1892 nahm die Eisenbahn von Budweis nach Salnau den Verkehr auf, die 1910 bis Haidmühle weitergeführt wurde (vgl. Bahnstrecke České Budějovice–Černý Kříž). Um 1900 bestand Neuofen aus 66 Häusern und hatte 476 Einwohner.
Nová Pec liegt heute im Nationalpark und Landschaftsschutzgebiet Šumava und zeichnet sich durch eine sehr artenreiche Natur aus.

## Sehenswürdigkeiten
- Adalbert-Stifter-Denkmal über dem Plöckensteinsee
- Schwarzenbergscher Schwemmkanal (Schwarzenberský plavební kanál)
- Hirschbergen-Tunnel in Jelení

## Persönlichkeiten
- Franz Bernhard (1934–2013), deutscher Bildhauer, geboren im damaligen Neuhäuser